# 埃克拉龙-布罗库尔-圣利维埃
埃克拉龙-布罗库尔-圣利维埃（法語：Éclaron-Braucourt-Sainte-Livière，法語發音：[eklaʁɔ̃ bʁokuʁ sɛ̃t livjɛʁ]）是法国上马恩省的一个市镇，属于圣迪济耶区。

## 历史
1972年，市镇埃克拉龙（Éclaron）和合并为市镇埃克拉龙-布罗库尔（Éclaron-Braucourt）。1974年，埃克拉龙-布罗库尔和市镇圣利维埃（Sainte-Livière）合并为今天的埃克拉龙-布罗库尔-圣利维埃（Éclaron-Braucourt-Sainte-Livière）。

## 地理
埃克拉龙-布罗库尔-圣利维埃（48°35'27"N, 4°51'58"E）面积54.24 平方千米，位于法国大東部大區上马恩省，该省份为法国东北部内陆省份，北起马恩省和默兹省，西接奥布省，西南接科多尔省，东南接上索恩省，东临孚日省。

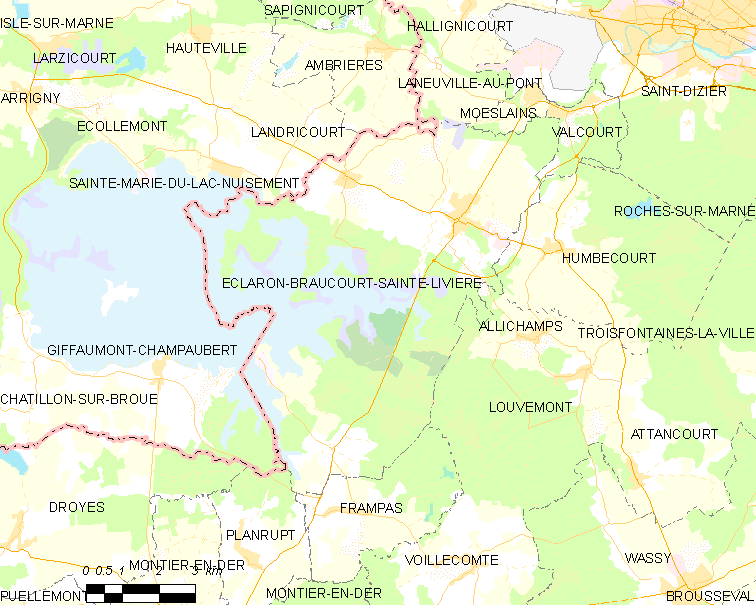
埃克拉龙-布罗库尔-圣利维埃的OSM定位图

与埃克拉龙-布罗库尔-圣利维埃接壤的市镇（或旧市镇、城区）包括：昂布里耶尔、日福蒙-尚波贝尔、滨湖圣玛丽-尼斯芒、朗德里库尔、阿利尚、弗朗帕、安贝库尔、拉讷维尔欧蓬、卢沃蒙、穆瓦兰、普朗吕、瓦尔库尔。
埃克拉龙-布罗库尔-圣利维埃的时区为UTC+01:00、UTC+02:00（夏令时）。

## 行政
埃克拉龙-布罗库尔-圣利维埃的邮政编码为52290，INSEE市镇编码为52182。

## 政治
埃克拉龙-布罗库尔-圣利维埃所属的省级选区为圣迪济耶第一县。

## 人口
埃克拉龙-布罗库尔-圣利维埃于2022年1月1日时的人口数量为2011人。

1962-2008年间埃克拉龙-布罗库尔-圣利维埃人口变化图示